# Miss Tourism Queen of the Year International
Miss Tourism Queen of the Year International é um concurso de beleza feminino de nível internacional onde mais de cinquenta países disputam a coroa e o título com suas respectivas candidatas ao título. O concurso não possui uma periodicidade como outros, em certas edições a vitoriosa era aclamada através do segundo lugar obtido no certame Miss Turismo Internacional, pois ambos possuem a mesma organização. Apesar de não ter vencido nenhuma das edições realizadas, o Brasil já conseguiu um título após a paranaense Cibele Franczak ficar em 2º. Lugar no Miss Turismo Internacional 2008.  O direito de envio de candidatas brasileiras na disputa foi recentemente adquirido pelo empresário Henrique Fontes, que também detém o direito de realização e transmissão do Miss Mundo Brasil. 

## Vencedoras
Abaixo encontram-se as vencedoras do certame: 
| Ano  | País            | Campeã                  | Local do Evento |
| 1993 | Noruega         | Rita Omvik              | Kuala Lumpur    |
| 1994 | Austrália       | Georgina Denahy         | Kuala Lumpur    |
| 1995 | Finlândia       | Johanna Rosten          | Kuala Lumpur    |
| 1996 | Filipinas       | Sherylle Santarin       | Kuala Lumpur    |
| 1997 | México          | Kastany Vásquez         | Kuala Lumpur    |
| 1999 | Filipinas       | Racquel Uy              | Kuala Lumpur    |
| 2000 | Guatemala       | Evelyn López            | Petaling Jaya   |
| 2001 | República Checa | Zuzana Štěpanovská      | Kuala Lumpur    |
| 2002 | China           | Yin Zi                  | Kuala Lumpur    |
| 2003 | Grécia          | Victoria Karyda         | Kuala Lumpur    |
| 2004 | Armênia         | Anush Grigorian         | Changsha        |
| 2005 | Taiwan          | Shen Chia-Hui           | Wuhan           |
| 2006 | Tailândia       | Ampika Chuanpreecha     | Petaling Jaya   |
| 2008 | Brasil          | Cibele Mello Franczak   | Kuala Lumpur    |
| 2009 | Venezuela       | Jéssica Ibarra Petit    | Kuala Lumpur    |
| 2010 | Coreia do Sul   | Ha Hyun-jung            | Qinzhou         |
| 2011 | Índia           | Urvashi Rautela         | Yingtan         |
| 2012 | Lituânia        | Asta Jakumaitė          | Nanjing         |
| 2013 | Tailândia       | Sunidporn Srisuwan      | Kuala Lumpur    |
| 2014 | Tailândia       | Warang Wutthayakorn     | Kuala Lumpur    |
| 2015 | Filipinas       | Leren Mae Bautista      | Kuala Lumpur    |
| 2016 | Chile           | Sofía Saavedra          | Xangai          |
| 2017 | Rússia          | Yekaterina Yakimova     | Xangai          |
| 2019 | Indonésia       | Gabriella Mandolang     | Kuala Lumpur    |
| 2020 | Tailândia       | Patchaploy Rueandaluang | Kuala Lumpur    |

### Conquistas por País
| País            | Títulos | Vitórias               |
| Tailândia       | 4       | 2006, 2013, 2014, 2020 |
| Filipinas       | 3       | 1996, 1999, 2015       |
| Indonésia       | 1       | 2019                   |
| Rússia          | 1       | 2017                   |
| Chile           | 1       | 2016                   |
| Lituânia        | 1       | 2012                   |
| Índia           | 1       | 2011                   |
| Coreia do Sul   | 1       | 2010                   |
| Venezuela       | 1       | 2009                   |
| Brasil          | 1       | 2008                   |
| Taiwan          | 1       | 2005                   |
| Armênia         | 1       | 2004                   |
| Grécia          | 1       | 2003                   |
| China           | 1       | 2002                   |
| República Checa | 1       | 2001                   |
| Guatemala       | 1       | 2000                   |
| México          | 1       | 1997                   |
| Finlândia       | 1       | 1995                   |
| Austrália       | 1       | 1994                   |
| Noruega         | 1       | 1993                   |

## Desempenho Brasileiro
| Ano  | Representante        | Estado            | Cidade Natal   | Colocação              |
| 1995 | Mônica Guimarães     | Paraná            | Curitiba       | 4º. Lugar              |
| 2000 | Simone Lima Freire   | Sergipe           | Aracaju        | 5º. Lugar              |
| 2004 | Vanessa Rumor        | Paraná            | Ponta Grossa   |                        |
| 2005 | Michele Graff        | Santa Catarina    | Blumenau       |                        |
| 2006 | Carolina Tucunduva   | Paraná            | Londrina       |                        |
| 2010 | Marly Nascimento     | Minas Gerais      | Belo Horizonte | Semifinalista (Top 10) |
| 2011 | Natália Portugal     | Paraná            | Ponta Grossa   |                        |
| 2012 | Stephanie Figueiredo | Rio de Janeiro    | Rio de Janeiro | Semifinalista (Top 10) |
| 2015 | Jade Vale Davis      | Amapá             | Macapá         |                        |
| 2016 | Gabriela Frühauf     | Rio Grande do Sul | Taquari        | Semifinalista (Top 20) |
| 2017 | Kelly Medeiros       | São Paulo         | São Paulo      | Semifinalista (Top 30) |

1. Não houve concurso internacional em: 1998 e 1999, 2001 a 2003, 2007 a 2009, 2013, 2014 e 2019.

### Prêmio Especial
- Miss Elegância: Gabriela Frühauf (2016)